# 21949 Татальян
21949 Татальян (21949 Tatulian) — астероїд головного поясу, відкритий 12 листопада 1999 року.
Тіссеранів параметр щодо Юпітера — 3,348.